# Alliansen (Israel)
Alliansen (HaMa'arakh) var en israelisk, politisk paraplyorganisation bildad 1968 genom samgående mellan Arbetaralliansen, Mapam och Rafi.
Arbetaralliansen bestod i sin tur av vänsterpartierna Mapai och Arbetarenhet-Arbetare i Sion.
När Alliansen bildades, av parlamentariker från de ingående partierna, så fick man 63 platser i Knesset och är därmed det enda parti i Israels historia som haft egen parlamentarisk majoritet.
Tre av de fyra partierna i valalliansen bildade snart det Israeliska Arbetarpartiet. 
Mapam lämnade Alliansen efter valet 1973 men gick snart med igen.
Oberoende liberaler anslöt sig till alliansen inför valet 1984.
Efter detta val bildades en nationell samlingsregering. I protest mot detta hoppade Mapam och det nybildade Arabiska demokratiska partiet av Alliansen. Istället anslöt sig Yahad, under ledning av Ezer Weizman.
Inför valet 1992 upplöstes Alliansen genom att samtliga ingående partier gick in i Israeliska Arbetarpartiet och kandiderade under detta namn, under ledning av Yitzhak Rabin.